# Hemse
För asteroiden, se 10124 Hemse.
Hemse är en tätort i Gotlands kommun i Gotlands län, belägen cirka 50 km söder om centralorten Visby. Hemse är Gotlands näst största tätort med 1 752 invånare (2023) och är huvudort på Sudret.

## Historia
De äldsta beläggen för socknen Hemse är Hemsij (1300-talet), Hemsü (1300-talet) och Hemso (1345), men är även känt som Hemsö och Högby. Namnet är inte tolkat (oklart). Någon by med namnet Hemse har dock aldrig funnits. Man brukar säga på Hemse, inte i Hemse.

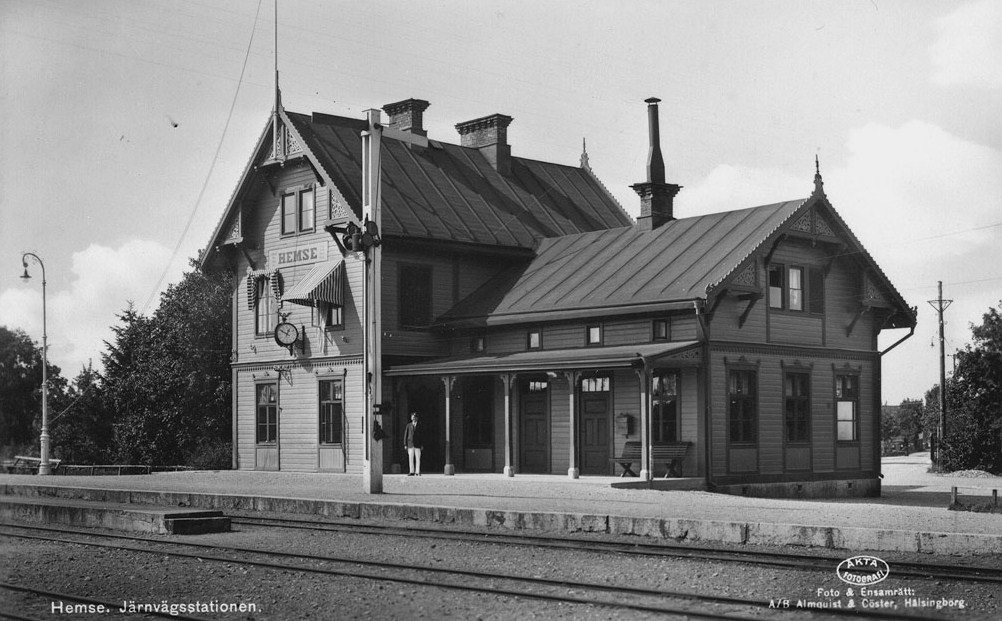
Hemse järnvägsstation

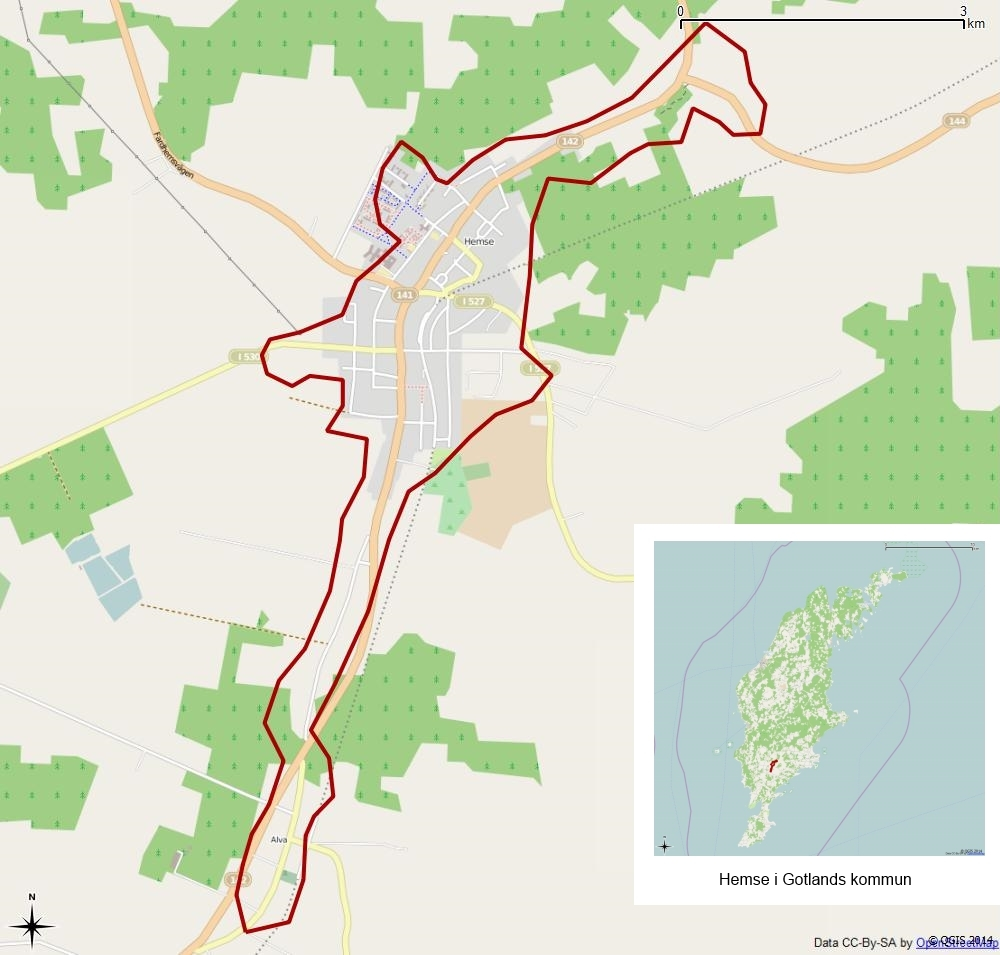
Tätorten Hemses avgränsning 1990.

1863 inrättades ett postkontor i Högby i Hemse socken, stationen bytte 1876 namn till Hemse poststation. 1867 anlades Duses handelsbod och kort därefter Wittbergs. 1878 invigdes Hemse järnvägsstation. 1876 startades Hemse folkhögskola som 1891 flyttade in i en ny skolbyggnad på Gannarve ägor i orten Hemse.
Hemse kyrka är från 1100-talet. Tidigare fanns det en stavkyrka som man fann rester av vid restaurering av kyrkan. Dessa finns nu på Historiska museet i Stockholm. Hemse kyrka har bland annat ett mycket vackert och välbekant triumfkrucifix från 1100-talet.
Hemse fick ett uppsving när Gotlands första järnvägslinje 1878 öppnades mellan Visby och Hemse. Järnvägen byggdes senare ut till såväl Havdhem och Burgsvik som till Ronehamn. Järnvägen Burgsvik–Hemse–Roma–Visby–Lärbro lades ned 1960.
Hemse var och är kyrkby i Hemse socken och ingick efter kommunreformen 1862 i Hemse landskommun. I denna inrättades för orten 25 juni 1886 Hemse municipalsamhälle vilket upplöstes 31 december 1958.

### Befolkningsutveckling
| Befolkningsutvecklingen i Hemse 1900–2020     | Befolkningsutvecklingen i Hemse 1900–2020 | Befolkningsutvecklingen i Hemse 1900–2020 | Befolkningsutvecklingen i Hemse 1900–2020 | Befolkningsutvecklingen i Hemse 1900–2020 |
| --------------------------------------------- | ----------------------------------------- | ----------------------------------------- | ----------------------------------------- | ----------------------------------------- |
|                                               |                                           |                                           |                                           |                                           |
| År                                            |                                           |                                           | Folkmängd                                 | Areal (ha)                                |
| 1900                                          | 1900                                      |                                           | 449                                       | †                                         |
| 1960                                          | 1960                                      |                                           | 887                                       |                                           |
| 1965                                          | 1965                                      |                                           | 953                                       |                                           |
| 1970                                          | 1970                                      |                                           | 1 169                                     |                                           |
| 1975                                          | 1975                                      |                                           | 1 298                                     |                                           |
| 1980                                          | 1980                                      |                                           | 1 482                                     |                                           |
| 1990                                          | 1990                                      |                                           | 1 950                                     | 230                                       |
| 1995                                          | 1995                                      |                                           | 1 841                                     | 210                                       |
| 2000                                          | 2000                                      |                                           | 1 766                                     | 210                                       |
| 2005                                          | 2005                                      |                                           | 1 836                                     | 210                                       |
| 2010                                          | 2010                                      |                                           | 1 715                                     | 211                                       |
| 2015                                          | 2015                                      |                                           | 1 668                                     | 213                                       |
| 2020                                          | 2020                                      |                                           | 1 766                                     | 230                                       |
| † Befolkning runt ett municipalsamhälle 1900. |                                           |                                           |                                           |                                           |

## Utbildning
Gotlands folkhögskola ligger på Hemse. Skolan startades vid Isums i Atlingbo landskommun 1876 under namnet Gotlands läns folkhögskola, men flyttade till Hemse 1881.

## Evenemang
Första lördagen efter midsommar hålls Hemsedagen, då är det marknad samt att Storgatan är avstängd för att det är så många olika aktiviteter. Där hålls dessutom sedan mer än hundra år en marknad kallad "Stortorgdagen" den första onsdagen i oktober varje år.

## Idrott
- Sudrets HC är en ishockeyklubb med Hemse ishall som hemmaarena.
- Hemse BK är en idrottsklubb som bedriver fotboll (Sudervallen som hemmaarena) och innebandyverksamhet.[12]

## Näringsliv

### Bankväsende
Hemse sparbank grundades 1902. Den uppgick 1960 i DBV:s sparbank som sedermera blev en del av Swedbank.
I juni 1907 fick Hemse även ett kontor tillhörande Bankaktiebolaget Södra Sverige, som nyss tagit över Gotlands enskilda bank. Senare uppgick Södra Sverige i Svenska Handelsbanken och ett kontor för Gottlands bank tillkom. Även denna bank uppgick senare i Handelsbanken.
Den 23 augusti 2021 stängde Handelsbanken kontoret i Hemse. Därefter fanns Swedbank kvar på orten.